# ویرجین مانی بریتانیا
ویرجین مانی بریتانیا (انگلیسی: Virgin Money UK) شرکت خدمات مالی و بانکداری بریتانیایی است، که در سال ۱۹۹۵ توسط ریچارد برانسون تأسیس شد.